# Cyrtolobus rufulus
Cyrtolobus rufulus är en insektsart som beskrevs av Robert E. Woodruff. Cyrtolobus rufulus ingår i släktet Cyrtolobus och familjen hornstritar. Inga underarter finns listade i Catalogue of Life.